# Campofiorito
Campofiorito is een gemeente in de Italiaanse provincie Palermo (regio Sicilië) en telt 1379 inwoners (31-12-2004). De oppervlakte bedraagt 21,4 km², de bevolkingsdichtheid is 64 inwoners per km².

## Demografie
Campofiorito telt ongeveer 450 huishoudens. Het aantal inwoners daalde in de periode 1991-2001 met 10,4% volgens cijfers uit de tienjaarlijkse volkstellingen van ISTAT.
| Jaar | Inwoneraantal |
| ---- | ------------- |
| 1991 | 1564          |
| 2001 | 1401          |

## Geografie
Campofiorito grenst aan de volgende gemeenten: Bisacquino, Contessa Entellina, Corleone.